# Регіональні футбольні чемпіонати у Франції (1919—1932)
Нижче наведені переможці регіональних футбольних чемпіонатів, що проводились у Франції в 1919—1932 роках, які були організовані Французькою футбольною федерацією. Футбол найвищого рівня у Франції складався з 15 регіональних чемпіонатів (так званих фр. Division d'Honneur). Турніри для переможців регіональних ліг проводились лише в останні кілька років. В 1927, 1928 і 1929 роках розігрувався національний турнір (фр. Division d'Excellence CFA), а у 1931 і 1932 роках Кубок Сошо (фр. Coupe Sochaux).

## Історія
В період з 1894 по 1914 рік, а потім в 1919 році під егідою Союзу французьких спортивних товариств проводився Чемпіонат Франції з футболу (USFSA). Чемпіонат був перерваний під час Першої світової війни і закінчився в 1919 році створенням Французької футбольної федерації, яка захопила монополію управління французьким футболом. ФФФ зайнялась організацією проведення Кубка Франції, який вперше був розіграний у 1918 році. Також новостворена федерація утворила футбольні ліги в різних регіонах Франції. В 1919 році були утворені федерації таких ліг: Ельзас, Центр, Центральний Захід, Захід, Північ, Нормандія, Париж, Пікардія. В 1920 році з'явились ліги: Південний Схід, Південний Захід, Південь, Ліон, Лотарингія, Бургундія-Франш-Конте. В 1922 році були організовані такі федерації: Овернь, Корсика, Північний Схід. В цьому ж році Ліга Пікардії злилась з лігою Північ.
Фінальний турнір для переможців регіональних чемпіонатів кілька років не проводився. Лише в 1927 році ФФФ вирішило відновити практику визначення чемпіона Франції. Відбувся перший чемпіонат країни під егідою ФФФ. У турнірі взяли участь переможці регіональних чемпіонатів і першим чемпіоном став столичний СА (Париж).
В 1928 і 1929 роках було проведено ще два турніри, переможцями яких стали «Стад Франсе» та «Марсель» відповідно, після чого турнір було припинено, оскільки регіональні федерації не зуміли домовитись щодо формату турніру. В 1931 і 1932 роках також проводився Кубок Сошо (також мав назву Кубок Пежо), але до участі в цьому турнірі запрошувались не регіональні чемпіони, а просто провідні клуби країни.
В 1932 році ФФФ створив повноцінний професіональний чемпіонат, а з 1935 року відновився розіграш аматорського чемпіонату Франції. Регіональні чемпіонати переважно проводились, але без участі найсильніших клубів.

## Переможці

### Бургундія-Франш-Конте
Федерація утворена в 1920 році. Участь брали клуби з регіону Бургундія-Франш-Конте.
- 1921 «Валантіньє»
- 1922 «Бусбот Бесансон»
- 1923 «Валантіньє»
- 1924 «Валантіньє»
- 1925 «Валантіньє»
- 1926 «Валантіньє»
- 1927 «Валантіньє»
- 1928 УС «Белфорт»
- 1929 невідомо
- 1930 «Валантіньє»
- 1931 «Валантіньє»
- 1932 «Сошо»

### Захід
Федерація утворена в 1918 році. Участь брали клуби з регіонів Бретань і Пеї-де-ла-Луар.
- 1919 Невідомо
- 1920 «Стад Ренн»
- 1921 УС «Сервеннейз»
- 1922 УС «Сервеннейз»
- 1923 «Стад Ренн»
- 1924 «Стад Кемпер»
- 1925 КС «Жан-Буї Анже»
- 1926 «Стад Кемпер»
- 1927 КС «Жан-Буї Анже»
- 1928 «Стад Кемпер»
- 1929 УС «Сервеннейз»
- 1930 КС «Жан-Буї Анже»
- 1931 КС «Жан-Буї Анже»
- 1932 «Лор'ян»

### Ельзас
Федерація утворена в 1919 році. Участь брали клуби з історичного регіону Ельзас.
- 1920 СК «Селеста»
- 1921 «Мюлуз»
- 1922 СК «Селеста»
- 1923 РС «Страсбур»
- 1924 РС «Страсбур»
- 1925 «Бішвіллер»
- 1926 АС «Страсбур»
- 1927 РС «Страсбур»
- 1928 «Мюлуз»
- 1929 «Мюлуз»
- 1930 «Мюлуз»
- 1931 «Мюлуз»
- 1932 «Мюлуз»

### Корсика
Федерація утворена в 1922 році. Участь брали клуби з острова Корсика.
- 1921 АС «Аяччо»
- 1922 АС «Аяччо»
- 1923 СА «Бастія»
- 1924 СА «Бастія»
- 1925 СА «Бастія»
- 1926 СА «Бастія»
- 1927 СК «Бастія»
- 1928 СК «Бастія»
- 1929 СК «Бастія»
- 1930 СК «Бастія»
- 1931 СК «Бастія»
- 1932 СК «Бастія»

### Лотарингія
Федерація утворена в 1920 році. Участь брали клуби з регіону Лотарингія.
- 1921 СА «Мец»
- 1922 СА «Мец»
- 1923 «Спорт Тьйонвіль»
- 1924 СА «Мец»
- 1925 «Спорт Тьйонвіль»
- 1926 СА «Мец»
- 1927 СА «Мец»
- 1928 «Спорт Тьйонвіль»
- 1929 СА «Мец»
- 1930 «АС Мец»
- 1931 СА «Мец»
- 1932 АС «Мец»

### Ліонне
Федерація утворена в 1920 році. Участь брали клуби з регіону Ліонне.
- 1921 ФК «Ліон»
- 1922 АС «Ліон»
- 1923 невідомо
- 1924 «КС дес Терро» (Ліон)
- 1925 СО «Сен-Шамон»
- 1926 УС «Аннмасс»
- 1927 СО «Сен-Шамон»
- 1928 СО «Сен-Шамон»
- 1929 СО «Сен-Шамон»
- 1930 УС «Аннмасс»
- 1931 УС «Аннмасс»
- 1932 УС «Аннмасс»

### Овернь
Федерація утворена в 1922 році. Участь брали клуби з регіону Овернь.
- 1923 КАС «Тьєр»
- 1924 АСА «Возель»
- 1925 «Стад Клермон»
- 1926 УС «Амбер»
- 1927 АС «Кламесі»
- 1928 АС «Монтферран»
- 1929 РС «Антрен-сюр-Ноен»
- 1930 УС «Монлюсон»
- 1931 АС «Мулен»
- 1932 КАС «Тьєр»

### Нормандія
Федерація утворена в 1919 році. Участь брали клуби з регіону Нормандія.
- 1920 АС «Гавр»
- 1921 АС «Гавр»[3]
- 1922 ФК «Руан»
- 1923 АС «Гавр»
- 1924 ФК «Руан»
- 1925 Фінал не проводився
  - Група Верхня Нормандія — ФК «Руан»
  - Група Нижня Нормандія — «Кан»
- 1926 АС «Гавр»
- 1927 ФК «Руан»
- 1928 «Стад Гавр»
- 1929 ФК «Руан»
- 1930 ФК «Руан»
- 1931 ФК «Руан»
- 1932 ФК «Руан»

### Париж
Федерація утворена в 1919 році. Участь брали клуби з Парижу і паризького регіону Іль-де-Франс.
- 1920 «Ред Стар»
- 1921 «Олімпік»
- 1922 «Ред Стар»
- 1923 не проводився / «Олімпік»[4]
- 1924 «Ред Стар» / «Олімпік»[5]
- 1925 «Стад Франсе»
- 1926 «Стад Франсе»
- 1927 «СА Париж»
- 1928 «Стад Франсе»
- 1929 «Клуб Франсе»
- 1930 «Клуб Франсе»
- 1931 «Расінг»
- 1932 «Расінг»

### Південь
Федерація утворена в 1920 році. Участь брали клуби з регіону Окситанія.
- 1921 Невідомо
- 1922 Невідомо
- 1923 Невідомо
- 1924 Невідомо
- 1925 Невідомо
- 1926 Невідомо
- 1927 Невідомо
- 1928 Невідомо
- 1929 Невідомо
- 1930 УС «Казер»
- 1931 УС «Ревель»
- 1932 ФК «Сен-Годан»

### Південний Захід
Федерація утворена в 1920 році. Участь брали клуби з регіону Нова Аквітанія.
- 1921 «Ві о Гранд Аір ду Медо» (Бордо)
- 1922 «Ві о Гранд Аір ду Медо» (Бордо)
- 1923 «СК де ла Бастідьєнн»
- 1924 «Стад Бордо»
- 1925 «СК де ла Бастідьєнн»
- 1926 «Стад Бордо»
- 1927 «СК де ла Бастідьєнн»
- 1928 «СК де ла Бастідьєнн»
- 1929 «Стад Бордо»
- 1930 «Жиронден де Бордо»
- 1931 «Клуб Депортиво Еспаньйол» (Бордо)
- 1932 «Клуб Депортиво Еспаньйол» (Бордо)

### Південний Схід
Федерація утворена в 1920 році. Участь брали клуби з регіону Прованс — Альпи — Лазурний Берег і східної частини Окситанії.
- 1921 ФК «Сет»
- 1922 ФК «Сет»
- 1923 ФК «Сет»
- 1924 ФК «Сет»
- 1925 ФК «Сет»
- 1926 ФК «Сет»
- 1927 «Олімпік» (Марсель)
- 1928 «Монпельє»
- 1929 «Олімпік» (Марсель)
- 1930 «Олімпік» (Марсель)
- 1931 «Олімпік» (Марсель)
- 1932 «Монпельє»

### Північ
Федерація утворена в 1919 році. Участь брали клуби з регіону Верхня Франція.
- 1920 УС «Турсонь»
- 1921 «Олімпік» (Лілль)
- 1922 «Олімпік» (Лілль)
- 1923 РК «Рубе»
- 1924 АК «Ам'єн»
- 1925 РК «Рубе»
- 1926 РК «Рубе»
- 1927 АК «Ам'єн»
- 1928 УС «Турсонь»
- 1929 «Олімпік» (Лілль)
- 1930 РК «Рубе»
- 1931 «Олімпік» (Лілль)
- 1932 УС «Турсонь»

### Північний Схід
Федерація утворена в 1922 році. Участь брали клуби з регіону Гранд-Ест.
- 1923 ФК «Бро»
- 1924 ФК «Бро»
- 1925 СК «Реймс»
- 1926 СК «Реймс»
- 1927 СК «Реймс»
- 1928 ФК «Бро»
- 1929 УС «Де Віре»
- 1930 УС «Де Віре»
- 1931 УС «Де Віре»
- 1932 УС «Де Віре»

### Пікардія
Федерація утворена в 1919 році. Участь брали клуби з регіону Пікардія. В 1922 році федерація Пікардія була приєднана до федерації Північ.
- 1920 АК «Ам'єн»
- 1921 АК «Ам'єн»
- 1922 СК «Аббвіль»

### Центр
Федерація утворена в 1919 році. Участь брали клуби з регіону Центр — Долина Луари.
- 1920 «Шатору»
- 1921 «Шатору»
- 1922 УС «Монтаржі»
- 1923 АС «Дю Сантр Тур»
- 1924 АС «Дю Сантр Тур»
- 1925 АС «Дю Сантр Тур»
- 1926 АС «Дю Сантр Тур»
- 1927 АС «Дю Сантр Тур»
- 1928 АС «Дю Сантр Тур»
- 1929 КАСЖ «Орлеан»
- 1930 АС «Дю Сантр Тур»
- 1931 АСЖ «Шатоден»
- 1932 АС «Дю Сантр Тур»

### Центральний Захід
Федерація утворена в 1919 році. Участь брали клуби півночі регіону Нова Аквітанія.
- 1920 ЕС «Ла-Рошель»
- 1921 ЕС «Ла-Рошель»
- 1922 СВА «Руель»
- 1923 «Ангулем»
- 1924 «Ангулем»
- 1925 «Ред Стар» (Лімож)
- 1926 «Ред Стар» (Лімож)
- 1927 не визначено[6]
- 1928 «Ред Стар» (Лімож)
- 1929 «Тігрес Вандея» (Ле-Сабль-д'Олонн)
- 1930 СО «Шабане»
- 1931 СО «Шабане»
- 1932 СО «Шабане»